# Tra demonio e santità
| Recensione              | Giudizio          |
| ----------------------- | ----------------- |
| Ondarock                | Disco consigliato |
| Dizionario del Pop-Rock | [ 2 ]             |
| 24.000 dischi           | [ 3 ]             |
| Debaser                 | [ 4 ]             |

Tra demonio e santità è il secondo album in studio di Alberto Fortis pubblicato nel 1980 dalla Philips.

## Descrizione
È un concept-album sull'interazione e sul dialogo tra il bene e il male. La suite che dà il titolo al disco nasce dalla rielaborazione di È forse vita, canzone di Fortis trascritta da Giorgio Santiano. È un brano di 12 minuti diviso in tre parti con elementi che si rifanno al rock progressivo americano e al pop rock.
L'album è stato citato da Vasco Rossi nel suo brano Siamo solo noi (nei versi "Siamo solo noi / quelli che tra demonio e santità è lo stesso, / basta che ci sia posto").
Nel 2008 è stato pubblicato per la prima volta su CD, rimasterizzato in digitale, da Universal Music Group.

## Tracce
Lato A
Testi e musiche di Alberto Fortis; edizioni musicali Intersong Italiana.
1. Tra demonio e santità – 12:40
2. Dialogo – 2:58
3. T'innamori – 3:43

Durata totale: 19:21
Lato B
Testi e musiche di Alberto Fortis.
1. Prendimi, fratello – 3:42
2. Bene, insomma – 2:59
3. Dio volesse – 5:54
4. Al di là della porta di vetro – 3:09
5. Parlando ai grandi – 4:38

Durata totale: 20:22

## Formazione
- Alberto Fortis - voce, pianoforte
- Roberto Puleo - chitarra acustica, chitarra elettrica
- Claudio Fabi - pianoforte, Fender Rhodes, organo Hammond
- Joe Amoruso - organo Hammond, sintetizzatore
- Gary Mielke - sintetizzatore
- Gigi Cappellotto - basso
- Andy Surdi - batteria, percussioni
- Loris Ceroni - basso
- Cosimo Fabiano - basso
- Mauro Pagani - violino, armonica

Note aggiuntive
- Alberto Salerno - produzione artistica, edizioni Intersong it.
- Claudio Fabi - arrangiamenti
- Registrato allo Stone Castle Studios e allo Studio Polygram
- James Simcik - tecnico del suono
- Mario Convertino - copertina album
- Gianni Volpe - foto copertina[12]

## Classifica
Album
| Anno | Classifica | Posizione raggiunta |
| ---- | ---------- | ------------------- |
| 1980 | Hit parade | 11                  |

Singoli
| Anno | Titoli dei brani              | Classifica | Posizione raggiunta |
| ---- | ----------------------------- | ---------- | ------------------- |
| 1980 | Prendimi, fratello/T'innamori | Top 100    | 25                  |